# Greatest Hits Volume Two: B-sides & Rarities
Greatest Hits Volume Two: B-sides & Rarities (na okładce widnieje tytuł Vol. 2) – kompilacyjny album zespołu Goo Goo Dolls z 2008 z największymi przebojami, które ukazały się jako utwory ze stron B oraz białe kruki. Na płycie usłyszeć można wersję demo ballady "Iris", wersję koncertową piosenki "All Eyes On Me", nowy miks utworu "We'll Be Here (When You're Gone)", a także siedem najbardziej znanych coverów grupy. Do CD dołączone jest DVD, które zawiera teledyski formacji oraz zapisy video sześciu piosenek z koncertu w amfiteatrze w Parku Red Rocks.
Pierwszą częścią tej kompilacji jest album Greatest Hits Volume One: The Singles, który został wydany w 2007.

## Lista utworów na CD
1. "Hate This Place" – 4:24
2. "Stop the World" – 3:32
3. "Long Way Down" – 3:28
4. "All Eyes On Me" (wersja koncertowa z Red Rocks) – 4:37
5. "Lazy Eye" – 3:44
6. "Iris" (demo) – 4:18
7. "I’m Awake Now" – 3:16
8. "Torn Apart" – 2:05
9. "No Way Out" – 2:39
10. "String of Lies" – 3:07
11. "We'll Be Here (When You're Gone)" (nowy miks) – 5:55
12. "Without You Here" – 3:48
13. "Only One" – 3:18
14. "Truth Is A Whisper" – 4:00
15. "What A Scene" – 4:27
16. "Million Miles Away" (oryginalnie The Plimsouls) – 2:44
17. "I Wanna Destroy You" (oryginalnie The Soft Boys) – 2:34
18. "Wait for the Blackout" (oryginalnie The Damned) – 3:38
19. "Slave Girl" (oryginalnie Lime Spiders) – 2:22
20. "Don't Change" (oryginalnie INXS) – 3:39
21. "I Don't Wanna Know" (oryginalnie Fleetwood Mac) – 3:37
22. "American Girl" (wersja koncertowa) (oryginalnie Tom Petty and the Heartbreakers) – 3:50

## Lista utworów na DVD
Teledyski
1. "There You Are"
2. "We Are The Normal"
3. "Only One"
4. "Flat Top"
5. "Name"
6. "Naked"
7. "Long Way Down"
8. "Lazy Eye"
9. "Iris"
10. "Slide"
11. "Black Balloon"
12. "Dizzy"
13. "Broadway"
14. "Here Is Gone"
15. "Sympathy"
16. "Stay With You"
17. "Let Love In"

Z koncertu w Parku Red Rocks
1. "Long Way Down"
2. "Slide"
3. "Feel the Silence"
4. "Before It's Too Late"
5. "Slave Girl"
6. "Better Days"